# Tonga en los Juegos Olímpicos de Atenas 2004
Tonga estuvo representada en los Juegos Olímpicos de Atenas 2004 por cinco deportistas, cuatro hombres y una mujer, que compitieron en cuatro deportes.
El portador de la bandera en la ceremonia de apertura fue el boxeador Ma'afu Hawke. El equipo olímpico tongano no obtuvo ninguna medalla en estos Juegos.